# Vesturland
Vesturland ("Westland") is een van de acht regio's van IJsland en ligt in het westen van het land. Het heeft 15.025 inwoners (in 2006) en een oppervlakte van 9522 km². De hoofdstad van de regio is de stad Borgarnes in de gemeente Borgarbyggð.

## Bestuurlijke indeling
De regio wordt onderverdeeld in 10 gemeentes.
| Code-Nr. | Gemeente                   | Aantal inwoners (2006) | Oppervlakte [km²] | Bevolkingsdichtheid [Inw./km²] | Grootste plaats                                           |
| -------- | -------------------------- | ---------------------- | ----------------- | ------------------------------ | --------------------------------------------------------- |
| 3000     | Akraneskaupstaður          | 5.955                  | 9                 | 661,7                          | Akranes                                                   |
| 3511     | Hvalfjarðarsveit           | 616                    | 482               | 1,3                            |                                                           |
| 3506     | Skorradalshreppur          | 56                     | 216               | 0,3                            |                                                           |
| 3609     | Borgarbyggð                | 3.713                  | 4.926             | 0,8                            | Borgarnes, Bifröst, Hvanneyri, Kleppjárnsreykir, Reykholt |
| 3709     | Grundarfjarðarbær          | 954                    | 148               | 6,4                            | Grundarfjörður                                            |
| 3710     | Helgafellssveit            | 58                     | 243               | 0,2                            |                                                           |
| 3711     | Stykkishólmsbær            | 1.149                  | 10                | 114,9                          | Stykkishólmur                                             |
| 3713     | Eyja- og Miklaholtshreppur | 140                    | 383               | 0,4                            |                                                           |
| 3714     | Snæfellsbær                | 1.702                  | 684               | 2,5                            | Ólafsvík, Rif, Hellissandur, Arnarstapi                   |
| 3811     | Dalabyggð                  | 682                    | 2.164             | 0,3                            | Búðardalur                                                |

Austurland · Höfuðborgarsvæðið · Norðurland eystra · Norðurland vestra · Suðurland · Suðurnes · Vestfirðir · Vesturland